# Comté de Fermanagh
Le comté de Fermanagh (en irlandais : Contae Fhear Manach) est un comté situé dans la province d'Ulster en Irlande du Nord. Sa capitale est Enniskillen.
Il est l'un des quatre comtés d'Irlande du Nord dont la majorité de la population est catholique (55,7%), selon le recensement de 2021.

## Géographie

### Situation
Il est entouré par le comté nord-irlandais de Tyrone au nord-est, et les comtés irlandais de Monaghan à l'est, Cavan au sud-est, Leitrim au sud-ouest et Donegal au nord-ouest. Fermanagh est le seul comté nord-irlandais à ne pas être au bord du Lough Neagh. Sa superficie est de 1 691 km2 pour une population de 63 585 habitants, en 2021.
Le comté de Fermanagh est une région principalement rurale. Il est parcouru par le Lough Erne, long de 70 km et relié au fleuve Shannon par un canal. Le point culminant du comté se trouve au pic de Cuilcagh à 665 mètres d’altitude.
L’élevage et le tourisme sont les deux activités principales du comté.
La plus grande ville est Enniskillen. Son centre-ville, situé sur une île de l’Erne, abrite le domaine de Castle Coole et un château dont la construction a commencé au XVIe siècle.

### Comtés limitrophes
| Donegal | Tyrone             | Tyrone   |
| Leitrim | comté de Fermanagh | Monaghan |
| Louth   | Cavan              | Cavan    |

## Histoire
Le Fermanagh était le bastion du clan Maguire (irlandais: Mág Uidhir), rois de Fir Manach. Donn Óc Carrach Maguire († 1302) a été le premier des chefs vers 1282 de cette dynastie Maguire.
Toutefois, à la suite de la confiscation des terres en 1607 du successeur de Sir Hugh Maguire (c'est-à-dire: Aodh mac Con Connacht Óig), Cu Chonnacht Óg mac Connacht Óig († 1609), le Fermanagh est divisé d'une manière similaire aux cinq autres comtés en déshérence entre colons tenanciers écossais, anglais et natifs irlandais. Le dernier membre de la famille Conchobhar Ruadh est dépossédé en 1625.
Le Fermanagh a été érigé en comté par une loi d'Élisabeth Ire, mais ce n'est qu'à l'époque de la Plantation de l’Ulster (en) qu'il a finalement été placé sous administration civile.

## Villes du comté
- Aghadrumsee, Arney
- Ballinamallard, Bellanaleck, Belcoo, Belleek, Boho, Blaney, Brookeborough
- Carrybridge, Churchill, Clabby, Clonelly
- Derrygonnelly, Derrylin, Donagh, Drumskinny
- Ederney, Enniskillen
- Fawney, Florencecourt
- Garrison
- Holywell
- Irvinestown
- Kesh, Killadeas, Kinawley
- Lack, Letterbreen, Lisbellaw, Lisnarick, Lisnaskea (en)
- Macken, Magheraveely, Maguiresbridge, Monea
- Newtownbutler
- Roslea
- Springfield
- Tamlaght, Teemore, Tempo, Tully, Tullyhommon
- Wheathill

## Tourisme

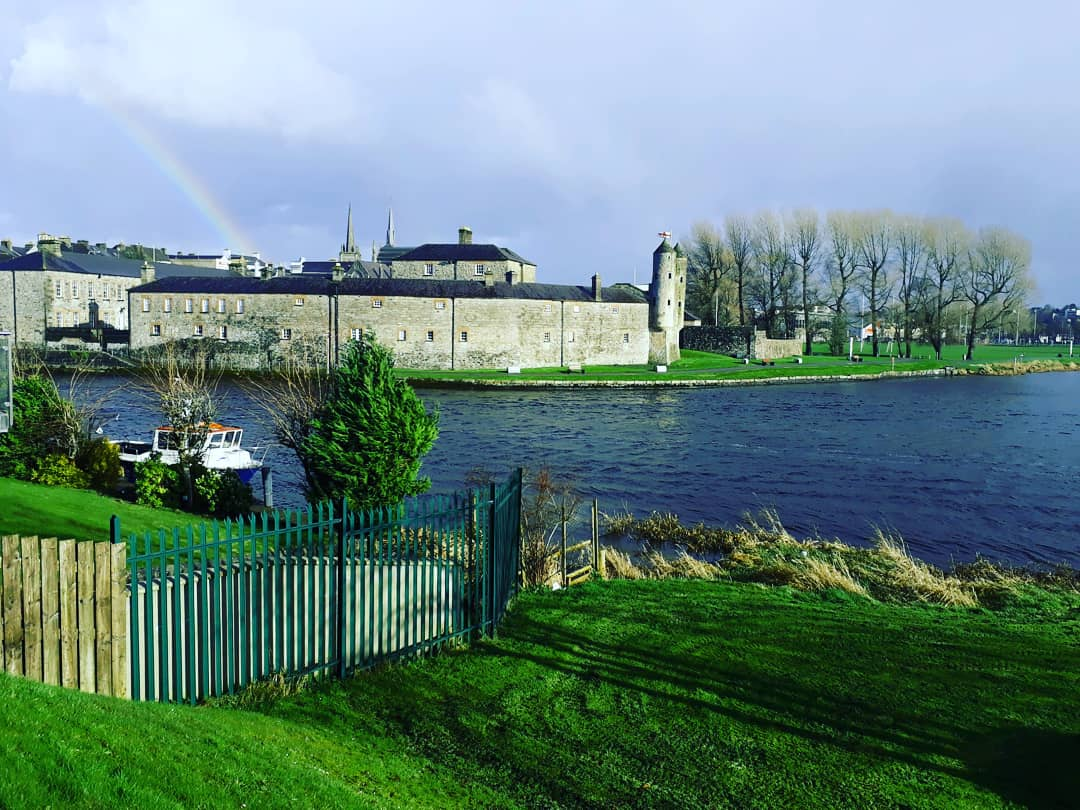
Le fleuve Erne et le château d'Enniskillen.

Les voies navigables sont largement utilisées par les bateaux de croisière, d'autres petits bateaux de plaisance et les pêcheurs.
La capitale insulaire offre de nombreuses attractions, notamment le domaine du château de Coole et le château d'Enniskillen, qui abrite le musée des Royal Inniskilling Fusiliers et des 5th Royal Inniskilling Dragoon Guards.
Fermanagh abrite également The Boatyard Distillery, une distillerie qui produit du gin.
Les attractions à l'extérieur d'Enniskillen sont principalement : 
- la Belleek Pottery, une entreprise de porcelaine de 1884 située à Belleek ;
- le domaine du château Archdale près de Lisnarick et Irvinestown, dont l'élément principal est aujourd'hui le Castle Archdale Country Park qui servit de base d'hydravions durant la Seconde Guerre mondiale ;

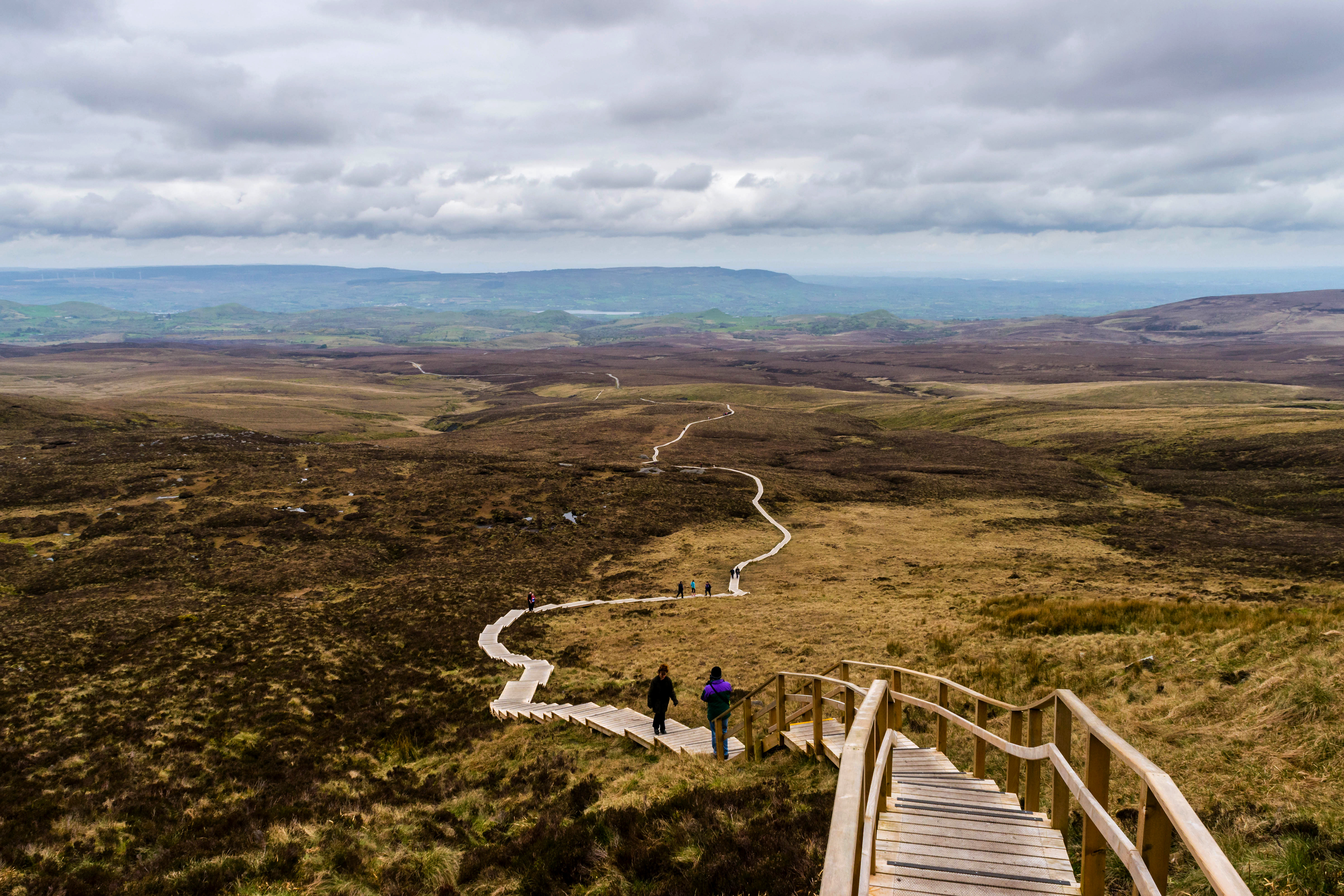
Le circuit de Cuilcagh.

- le Crom Estate, une réserve naturelle située dans le sud du comté, le long des rives du Lough Erne, avec une forêt riveraine abritant des arbres très anciens ;
- le circuit de la montagne Cuilcagh, long de 11 km ;
- l'île Devenish, du Lough Erne, avec le site d'un établissement monastique paléochrétien et d'une tour ronde ;
- Florence Court, demeure et domaine du XVIIIe siècle, situés près d’Enniskillen, ancien siège des comtes de la ville ;
- les grottes de Marble Arch, grottes naturelles de calcaire situées à proximité du village de Florencecourt (près du domaine) de 11,5 km, elles constituent le plus long réseau de grottes connu en Irlande du Nord, et le karst est considéré comme l'un des plus beaux des îles britanniques ;
- Tempo Manor, un manoir victorien construit en 1863 et situé dans un parc de 1,2 km2 de terrains et de bois à Tempo, petit village situé au pied du mont Brougher.